# وانگتسوخوو
وانگتسوخوو (به لاتین: Łańcuchów) یک روستا در لهستان است که در گمینا میلیوو واقع شده‌است. وانگتسوخوو  ۴۷۷ نفر جمعیت دارد.